# Rundstjärtad manakin
Rundstjärtad manakin (Pipra chloromeros) är en fågel i familjen manakiner inom ordningen tättingar.

## Utbredning och systematik
Fågeln förekommer i låglandsområden och förberg i östra Peru, i närliggande västra Brasilien och i norra Bolivia. Den behandlas som monotypisk, det vill säga att den inte delas in i några underarter.

## Status
IUCN kategoriserar arten som livskraftig.